# Génie (technique)
Pour les articles homonymes, voir Génie.
Le génie est l'art de l'ingénieur.

## Génie militaire et génie civil
D'après Eugène Viollet-le-Duc, dans son « Dictionnaire raisonné de l’architecture française du XIe au XVIe siècle», on donnait le nom d'« engin » « à toute machine, d'où sont venus les mots engineor, engingneur pour désigner l'homme chargé de la fabrication du montage et de l'emploi des machines, d'où le nom d'ingénieur donné de nos jours à toute personne occupée de l'érection des ponts, du tracé des voies, de la construction des usines, des machines, des navires, des fortifications, etc. d'où enfin le nom de génie donné au corps. Parmi les engins du Moyen Âge il y a les engins employés pour un service civil comme les engins propres à monter ou à transporter des fardeaux, les grues, les chèvres, les treuils, les machines hydrauliques, les presses, puis les engins de guerre lesquels se divisent en engins offensifs, engins défensifs, et engins à la fois offensifs et défensifs »
Au XVIIe siècle et jusqu'à la révolution industrielle, on entend par « génie », « la science que doit posséder un ingénieur, laquelle consiste principalement dans la connaissance de la géométrie, de la fortification, de l'attaque et de la défense des places ». On donne aussi ce nom au corps des ingénieurs du Roi, c'est-à-dire des officiers chargés du soin de veiller à la construction et à l'entretien des fortifications du royaume et de la conduite des sièges.
La qualification d'ingénieur est donc surtout employée pour ce qui concernait les opérations militaires, soit de terre, soit de mer, ce n'est que vers 1760 qu'on commença à établir une distinction entre le génie militaire, le génie naval, et le génie civil. C'est à cette époque que la dénomination d'ingénieur civil est introduite. En Belgique, en 1830, le génie militaire dépend du ministère de la guerre, le génie civil, du ministère de l'intérieur. 
On parle donc de « génie civil » par opposition au « génie militaire ». 
Le génie civil désigne en pratique plus spécifiquement l'art des constructions civiles (ingénierie de la construction des infrastructures, bâtiments, ouvrages d'art, routes...) et par extension le corps d'ingénieurs chargé de ces constructions. 
A contrario, le champ des applications non militaires du métier d'ingénieur est bien plus vaste (cf. paragraphe suivant).
En France, le terme « ingénieur civil » désigne généralement les ingénieurs qui ne sont pas fonctionnaires de l'État. Ainsi, « Ingénieur civil des mines » désigne parfois les ingénieurs diplômés de l'École nationale supérieure des mines de Paris (ENSMP), par opposition aux ingénieurs des mines, fonctionnaires de l'État appartenant au Corps des Mines, recrutés principalement à la sortie de l'École polytechnique parmi les premiers du classement de sortie et formés ensuite à l'ENSMP. La même terminologie est employée par exemple pour les ingénieurs diplômés de l'École nationale des ponts et chaussées (ENPC), selon qu'ils sont "civils" (non fonctionnaires) ou qu'ils appartiennent au Corps des Ponts. On peut également faire référence à la Société des ingénieurs civils créée par des ingénieurs diplômés de l'École centrale des arts et manufactures). 
En Belgique, on différencie une filière de formation d'Ingénieur civil et une filière de formation d'Ingénieur industriel.

## Génie et filières
D'autres adjectifs peuvent être associés au terme « génie » suivant les domaines, donnant par exemple le « génie maritime », c'est-à-dire l'art de construire les vaisseaux et par extension le corps d'officiers institué pour appliquer les hautes sciences à l'architecture navale (voir par exemple en France la création de l'École des ingénieurs-constructeurs des vaisseaux royaux devenu par la suite l’École nationale supérieure du génie maritime, aujourd'hui intégrée dans l'ENSTA Paris).
On distingue différents types de génie :
- Génie de l'Air
- Génie alimentaire
- Génie biomédical
- Génie biotechnologique
- Génie civil
- Génie chimique
- Génie climatique
- Génie écologique
- Génie électrique
- Génie génétique
- Génie géologique
- Génie humain
- Génie logiciel
- Génie des matériaux
- Génie maritime
- Génie mécanique
- Génie minier
- Génie militaire
- Génie industriel
- Génie informatique
- Génie physique
- Génie des procédés
- Génie rural
- Génie urbain

Ces différents types peuvent être distingués suivant leurs domaines : acoustique, bâtiment, forestier, logistique, métallurgie, pédagogie, télécommunications, statistique, etc.
Il faut cependant noter que l'emploi du terme "génie", associé ainsi à un adjectif qui en précise le domaine, tend à se raréfier en France dans plusieurs secteurs au profit du terme d'ingénierie. Le terme "génie" reste cependant privilégié, dans cet usage, dans d'autres pays francophones, au Canada notamment.